# Stromberg
Stromberg è una città di 3 355 abitanti della Renania-Palatinato, in Germania.
Appartiene al circondario (Landkreis) di Bad Kreuznach (targa KH) ed è capoluogo della comunità amministrativa (Verbandsgemeinde) omonima.